# Oberfrank Ferenc
Oberfrank Ferenc (Budapest, 1960. április 15. –) magyar kutatóorvos, diplomata, bioetikus, egyetemi docens.
Az MTA Kísérleti Orvostudományi Kutatóintézetének volt ügyvezető igazgatója, a Pázmány Péter Katolikus Egyetem Jog- és Államtudományi Karának és a Pécsi Tudományegyetem Egészségtudományi Karának címzetes egyetemi docense, az Országos Egészségbiztosítási Pénztár volt vezetője, a Magyar Piarista Diákszövetség alelnöke.
2020. októberétől a Magyar Tudományos Akadémia köztestületi és stratégiai igazgatója.

## Családja
Édesapja, Oberfrank Ferenc külkereskedő, drágakőszakértő, a Magyar Ötvös folyóirat főszerkesztője, a Magyar Drágakőtudományi Társaság elnöke volt. Édesanyja Weeber Kamilla. Testvérei Oberfrank Gyula, Oberfrank Pál színész, színházigazgató és Oberfrank Péter karmester, zongoraművész. Nagybátyja, Oberfrank Géza karmester, aki korábban a Szegedi Nemzeti Színház és a Magyar Állami Operaház főzeneigazgatójaként is dolgozott.
Jó barátságban volt többek között Eszterházy Péterrel, aki a Hahn-Hahn grófnő pillantása című útiregényében (1990.) a következőket írja: "Ide-oda hajlongtam, úgy lestem a vízen ugráló fényeket. Nagy és szürke volt a folyó. Mikor egyszer egészen közel került a fejem a vízhez, egy regényben ezt úgy mondanák, hogy 6 inch-re volt az arcom a Dunától, egyszercsak megpillantottam a fenéken egy tankot, egy igazi tankot, ott állt, ácsorgott a folyómederben. Elfutottam. (A mai napig ott van. Bárki ellenőrizheti, keresse a Gelhaftskeller főpincérét, Merrill Overturfot, kedves, szolgálatkész fiú, majdnem annyira, mint az Oberfrank Feri, már akinek ez mond valamit. Hat inch, nem elfelejteni.)"

## Iskolái
A budapesti Piarista Gimnáziumba járt középiskolába. Jelenits István, Simon Sándor, Szemenyei László, Pogány János tanítványa volt. 1986-ban szerzett Budapesten Summa cum laude általános orvosi diplomát a Semmelweis Egyetemen.

## Munkássága
1986-ban kezdett el dolgozni az MTA Kísérleti Orvostudományi Kutatóintézetében kutatóorvosként. Vizi E. Szilveszter munkatársaként a neurokémiai transzmissziót tanulmányozta és a Na-pumpa endogén gátlóinak feltételezett élettani, kórélettani szerepével foglalkozott. 1988-tól kezdve Vizi E. Szilveszter biztatására kezdett el kutatásetikai kérdésekkel és a felfedezések innovatív alkalmazásának etikai, jogi feltételeivel foglalkozni.
2002-től ismét az MTA KOKI munkatársa, 2007-2020. között ügyvezető igazgatója volt. Freund Tamás igazgatóval együtt a sikeres KOKI-modell egyik kidolgozójaként korszerű intézményszervezési és kutatásirányítási gyakorlatot alakított ki. A KOKI és a Semmelweis Egyetem együttműködésében, az Állami Egészségügyi Ellátási Központ támogatásával létrehozták a NEUROHUN adatbázist, amellyel 2003 óta megszületett központi idegrendszeri közellátásának betegadatait tették kutathatóvá.
Az MTA Elnöki Bizottság az Egészségért tagja. Tagja a Ritka Betegségek Nemzeti Bizottságának. A Magyar Akkreditációs Bizottság (MAB) szakértője. 2017-2019 között tagja volt a Semmelweis Egyetem konzisztóriumának.
2020-ban részt vett az MTA ITM-mel folytatott szakmai egyeztető tárgyalásaiban. Lovász László, az MTA elnöke a stratégiai és szakmai szervezeti munkacsoportba delegálta.
Részt vett a hazánkat 2020-ban elérő Covid-19-pandémia kapcsán összeállított ajánlás megfogalmazásában, amellyel a járvány csillapodása utáni időszak minél hatékonyabb kezelése érdekében a jelen helyzetben sürgős teendőt igénylő problémákra kívánták felhívni a döntéshozók figyelmét. Az ajánlás elkészítésében rajta kívül Falus András, Makara Gábor, Sarkadi Balázs, Váradi András és Vokó Zoltán vett részt, az MTA Elnöki Bizottság az Egészségért (MTA EBE) 15 tagú és az MTA Orvosi Tudományok Osztálya 30 tagú szervezete egyetértő jóváhagyásával véglegesítette.
2020. októbertől az MTA köztestületi igazgatójaként tevékenykedik.

## Oktatómunka
Részt vett a Semmelweis Egyetemen a farmakológia oktatásában (1987-1990 között).
1995-től három éven át vendégoktatóként dolgozott a Nizzai Európai Képzés Nemzetközi Központjában (CIFE), valamint bioetikát oktatott a Semmelweis Egyetem Általános Orvostudományi Karán.
1998 és 2000 között bioetikát oktatott tantárgyjegyző oktatóként joghallgatók számára a Pázmány Péter Katolikus Egyetem Jog- és Államtudományi Karán, amelynek címzetes docense 1998 óta. A Pázmány Péter Katolikus Egyetem Bioetika és Orvosi Jog tanszékének vezetője volt.
2002 és 2005 között bioetikát (orvosetika, bioetika, kutatásetika, orvosi szociológia) oktatott a Semmelweis Egyetem Általános Orvostudományi Karán, bioetika kurzusokat tartott a Sapientia Szerzetesi Főiskolán.
Kurzusvezető, előadó a Szentágothai János Idegtudományi Doktori Iskolában (kutatásetika, neuroetika).
2011-ben lett a Pécsi Tudományegyetem Egészségtudományi Karának címzetese egyetemi docense. Tagja a Pécsi Tudományegyetem nemzetközi tanácsadó testületének.
2016-ban részt vett a Károli Gáspár Református Egyetem Bölcsészettudományi Karán az etikatanár továbbképzésben.

## Kutatásszervezési feladatai
1990-ben részt vett az Agykutatás Évtizede Program előkészítésében.
1989-1998 és 2002-2010 között az Egészségügyi Tudományos Tanács (ETT) Tudományos és Kutatásetikai Bizottság (TUKEB) tagja, amelynek a korszerű elvek szerinti újjászervezésében Vizi E. Szilveszterrel együttműködve vett részt. 1996-1998 között a TUKEB titkára. Szakértőként az ETT számos kutatásetikai és klinikai etikai irányelvének kidolgozásában volt meghatározó szerepe.
2007-2012 között részt vett az Innovatív Gyógyszerek Kutatására Irányuló Nemzeti Technológiai Platform stratégiai kutatási tervének elkészítésében. 2012-13-ban vezető szakértője, szövegezője volt a Nemzeti Innovációs Hivatal Egészségipari Stratégiai Fehér Könyvének.
Aktívan részt vállalt a Genomikai Nemzeti Technológiai Platform (HUMGERI) programjának kidolgozásában és megvalósításában 2009-től.
2008-tól a 123 orvostársaságot tömörítő Magyar Orvostársaságok és Egyesületek Szövetségének (MOTESZ) elnökségi tagja, több cikluson át alelnöke, ügyvezetője, 2019 januárjától két éven át a MOTESZ megválasztott elnöke volt. 2013-ban a MOTESZ szakértőjeként a munkabizottság élén, az egészségügyért felelős államtitkár felkérésére elkészítette az „Egészség Tízparancsolatát”.
Kurzusokat, előadásokat tart kutatásszervezés és tudománykommunikáció témájában. Szerepet vállal a tudományos ismeretterjesztésben, különösen az agykutatás és az élettudományok fejlődésével összefüggésben jelentkező etikai, filozófiai, társadalmi kérdésekről. Egyik szervezője volt a magyar EU Elnökség K+F főtémájaként rendezett nemzetközi idegtudományi konferenciának, amely megalapozta a magyar kormány döntését az agykutatás kiemelt támogatását illetően. Kutatási és tudományszervezési tapasztalataira alapul a 2014 óta működő Nemzeti Agykutatási Program (NAP 1.0) működtetése, melynek előkészítésében, kidolgozásában és megvalósításában vezető szerepet vállalt. A NAP 1.0 (2014-2017) és NAP 2.0 program (2017-2022) igazgatója. A NAP öt tematikus pillére közül a társadalmi kihívások pillér vezető kutatója.

## Közéleti tevékenysége[40]
Az 1980-as évektől szoros kapcsolatot tartott az ún. régi Mozgó Világ szellemi körével. Részt vett a rendszerváltozást előkészítő szellemi műhelyekben, számos nyilatkozat, program elkészítésében, tanácskozás, fórum szervezésében, munkájában. Ezek során került kapcsolatba a későbbi miniszterelnökkel, Antall Józseffel és lett diplomáciai testületének, kormányának munkatársa.
1988-89-ben részt vett a Czakó Gábor főszerkesztésével, a Magyar Katolikus Püspöki Kar által támogatott katolikus ifjúsági folyóirat, az IGEN megindításában, amelynek több évig szerkesztőbizottsági tagja, felelős kiadója is volt. Czakó Gáborral egyik alapítója és szervezője volt az első nem pártállami támogatású újságíró iskolának, amelyben számos nagy karriert befutott vezető újságíró kezdte elsajátítani az újságírást.
1992-94-ben külügyi kabinetfőnök volt Jeszenszky Géza minisztersége alatt. Aktívan részt vett az új magyar diplomácia kifejlesztésében az Európa Tanácsi, majd az Európai Uniós és a NATO csatlakozás előkészítésében , a Visegrádi Együttműködés és a Közép-európai Kezdeményezés fejlesztésében, a határon túli magyarság érdekeinek képviseletében. Számos speciális misszióban vett részt a határon túli magyarsággal, a délszláv válsággal és a magyar biztonsági tanácsi elnökséggel összefüggésben.
1994 és 1998 között először a Batthyány Alapítvány ügyvezető igazgatójaként igyekezett megteremteni a konzervatív szemléletű politikai és a szellemi-szakértelmiségi elit közötti párbeszéd szervezett kereteit.
Előadóként, műhelyvezetőként, tanácsadóként részt vett a Jezsuita Rend Faludi Ferenc Akadémiájának működésében, ahol számos későbbi vezető szakember és közéleti szereplő képzésében vett részt.
Az 1997-es új egészségügyi törvény bioetikai (kutatásetikai) szakértője, etikai vonatkozású fejezeteinek egyik szövegezője.
1998 közepétől az Egészségügyi Miniszter kabinetfőnöke , majd 1999-2000 között az Egészségügyi Minisztérium közigazgatási államtitkára. Gógl Árpád vezetésével erősítik a nemdohányzók védelmét, fejlesztik a sürgősségi ellátást, vagyonértékű joggá teszik a háziorvosi praxist.
2001-2002 között az OEP főigazgatójaként dolgozott. Mikola István egészségügyi miniszterrel együtt alakítják ki a népegészségügyi szűrővizsgálatok rendszerét. Vezetésével számos, az egészségügyi finanszírozás hatékonyságát és átláthatóságát biztosító átfogó intézkedést vezetnek be.
A Magyar Piarista Diákszövetség tagja, 2004-2016 között elnöke volt. A Piarista Szalon egyik szervezője. A Magyar Piarista Diákszövetség szervezte kerekasztal képviseletében kezdeményezte a miniszterelnöknél az etikaoktatás bevezetését a közoktatásban, és részt vett a koncepció elkészítésében. A kezdeményezést a kormány felkarolta, és 2013 szeptemberétől a magyarországi általános és középiskolákban kiemelt szerepet kapott az erkölcsi nevelés.

## Nemzetközi feladatok
A Külügyminisztérium megbízásából 1990-1994 között több alkalommal diplomataként külszolgálatot teljesített Párizsban (Magyar Nagykövetség) és Strasbourgban (Európa Tanács).
1990-2000 között az Európa Tanács Bioetikai Igazgató Bizottságnak (CDBI) tagja, 1997-2000 között vezetőségi tagja volt.
1993-1997 években a nyolctagú CDBI Bioetikai Konvenció Munkacsoport (CDBI Working Group) tagjaként és egyetlen kelet-közép európaiként az Oviedoi Konvenció és a reprodukciós célú humán klónozást tiltó európai egyezmény és értelmező dokumentumaik egyik kidolgozója. A Nemzetközi Bioetikai Társaság (Oviedo) alapító tagja, Tudományos Bizottságának tagja 1997-2000 között.
1999-2003 között az UNESCO Kormányközi Bioetikai Bizottságának tagja, majd rapportőre, 2001-től két éven át alelnöke volt. Közreműködött az UNESCO Emberi Génállomány védelméről szóló nyilatkozata elkészítésében.
1999-2001 között a WHO Európai Regionális Irodájának szakértőjeként dolgozott.
2003 óta az Orvos Világszövetség (World Medical Association, WMA) Orvosi Etikai Bizottságának tanácsadója. E minőségében közreműködött a klinikai kutatások legfontosabb etikai normáját jelentő Helsinki Nyilatkozat több módosításában és számos WMA etikai állásfoglalás megfogalmazásában.  Közreműködött a WMA Orvosetikai Kézikönyvének az elkészítésében, amit a világ húsz nyelvére lefordítottak. A kézikönyvet magyarra fordította.

## Cikkek, előadások, publikációk
Freund Tamás és Oberfrank Ferenc: „A múlt elesett hatalmunkbúl, a jövendőnek urai vagyunk”  Küldetésünkről és feladatainkról a harmadik évszázad küszöbén (Magyar Tudomány, 2025.) -  https://akjournals.com/view/journals/2065/186/1/article-p4.xml 
ÁLLANDÓSÁG ÉS VÁLTOZÁS, A Magyar Szemle körkérdése X. GONDOLATOK A RENDSZER VÁLTOZÁSÁRÓL (1995.) -   http://www.magyarszemle.hu/cikk/gondolatok_a_rendszer_valtozasarol Archiválva 2020. december 7-i dátummal a Wayback Machine-ben
Oberfrank Ferenc és Mikecz Tamás: 25 éves a Magyar Piarista Diákszövetség (2014.) - https://hirlevel.mpdsz.piarista.hu/node/158
A biodiverzitás időszerű kérdései (1998.) - http://www.magyarszemle.hu/cikk/19980701_a_biodiverzitas_idoszeru_kerdesei Archiválva 2020. december 11-i dátummal a Wayback Machine-ben
A csend és az agy kapcsolata (2014.) - https://vehir.hu/cikk/28332-a-csend-es-az-agy-kapcsolata
Emberi jogok és biomedicinális etika, Az emberi jogok eszméje és a tudományos-technikai fejlődés (1998.) - http://www.tavlatok.hu/49_elottiek/tavlatok39.htm
Génszerkesztés: Két összeegyeztethetetlen világkép feszül egymásnak (2019.) - https://vasarnap.hu/2019/01/17/genszerkesztes-ket-osszeegyeztethetetlen-vilagkep-feszul-egymasnak/
Társadalmi kihívások az egészségügy területén és a nemzeti kutatási és innovációs rendszerek válaszai (2016.) - https://tdf.kormany.hu/akadalymentes/download/c/0d/71000/Dr%20Oberfrank%20Ferenc%20prezent%C3%A1ci%C3%B3ja.pdf
Repetitio est mater studiorum: tudományos kutatás, innováció – nemzeti érték, érdek (2010.) - http://www.mptpszichiatria.hu/upload/pszichiatria/document/Motesz_Magazin_2010_1.pdf
Magyar Tudományos Művek Tára - https://m2.mtmt.hu/gui2/?type=authors&mode=browse&sel=71
Research Gate - https://www.researchgate.net/profile/Ferenc_Oberfrank
5G Koalíció: Egészség és környezet (2020.) - https://5g.hu/hu/egeszseg-es-kornyezet

## Díjai, elismerései
2014 – MOTESZ Díszoklevél
2016 – Magyar Érdemrend Tisztikeresztje polgári tagozata – Hazai és nemzetközi szinten is nagyra becsült, számos tudományos műhelyt és kutatási programot életre hívó tudományetikai, kutatásszervezői és tudománypolitikai tevékenysége, valamint a népegészségügy, a közoktatás és a diplomácia területén egyaránt figyelemre méltó szakmai és társadalmi munkája elismeréseként vehette át a díjat.
2022 – Szily Kálmán-díj – "Elhivatott kutatásszervezői és tudománypolitikai munkájáért, valamint az Akadémia stratégiai szemléletű megújításában vállalt példamutató szakmai és vezetői tevékenységéért, kiemelkedő kezdeményező- és problémamegoldó készségéért."
2023 - Gróf Mikó Imre Emléklap - Erdélyi Múzeum-Egyesület, Kolozsvár